# Franz Schlegel

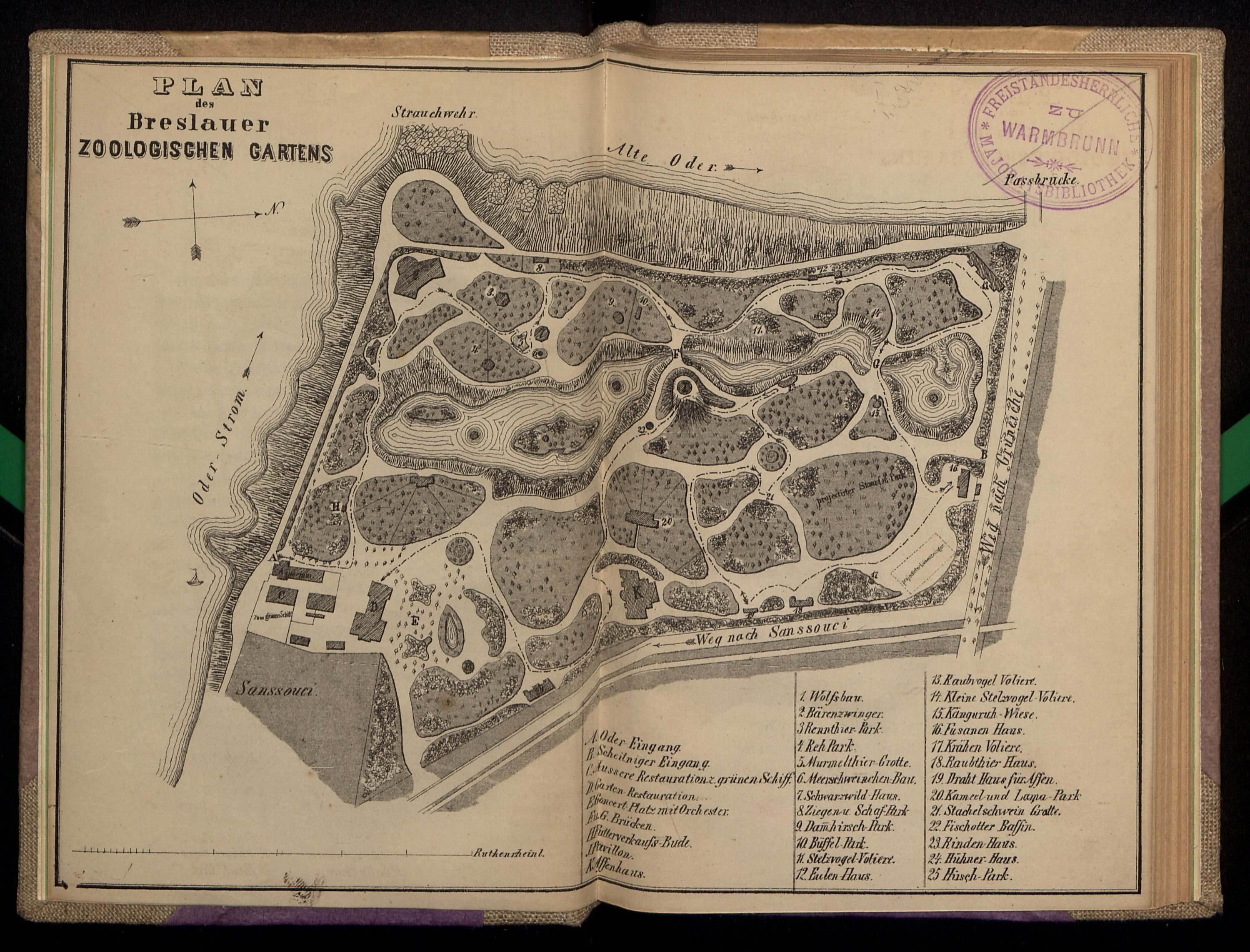
Przewodnik po wrocławskim zoo autorstwa Franza Schlegla

Franz Schlegel (ur. 7 listopada 1822 w Altenburgu, zm. 7 lutego 1882 we Wrocławiu) – niemiecki lekarz, twórca i pierwszy dyrektor wrocławskiego zoo w okresie od 1 sierpnia 1864 roku do swojej śmierci.
Ukończył studia medyczne w Jenie. W 1864 roku został pierwszym dyrektorem wrocławskiego zoo. W czasie jego dyrekcji stan posiadania ogrodu zwiększył się ze 189 zwierząt w 1864 roku do blisko 800 okazów w 1875 roku. Większość budynków była wtedy tymczasowa, drewniana, jednym z nielicznych murowanych budynków była tak zwana „baszta niedźwiedzi” (w istocie kilka baszt połączonych galeriami z wybiegami dla zwierząt) wzniesiona z cegły w latach 1863–1864. Za kadencji Schlegla wzniesiono też pawilon dużych drapieżców w 1875 roku, gdzie trzymano między innymi lwy. Pod koniec kierownictwa Schlegla wrocławskie zoo stało się jednym z czołowych ogrodów zoologicznych na świecie. W 1876 roku zaczęto na terenie zoo organizować także czasowe pokazy przedstawicieli plemion żyjących z dala od nowożytnej cywilizacji. Zaproszone grupy egzotycznych społeczności demonstrowały folklor i tryb życia swego plemienia (ludzkie zoo).
Autor pierwszego przewodnika po wrocławskim zoo, wydanego w 1866 roku (Führer im Zoologischen Garten bei Breslau) oraz autor wielu wykładów popularyzujących wiedzę o zwierzętach.

## Upamiętnienie
Przed I wojną światową w obrębie Pawilonu Dużych Drapieżców ustawiono popiersie Schlegla.